# Lionheart (album)
Lionheart is het zestiende album van de Britse band Saxon, uitgebracht in 2004 door Steamhammer/SPV. Drummer op dit album is Jörg Michael. Hij verving Fritz Randow.

## Nummers
1. Witchfinder General – 4:49
2. Man and Machine – 3:28
3. The Return – 1:18
4. Lionheart – 6:04
5. Beyond the Grave – 4:55
6. Justice – 4:26
7. To Live by the Sword – 4:10
8. Jack Tars – 0:57
9. English Man 'o' War – 4:08
10. Searching for Atlantis – 5:54
11. Flying on the Edge – 4:54

## Bezetting
- Biff Byford - zang
- Doug Scarrat - gitaar
- Paul Quinn - gitaar
- Nibbs Carter - basgitaar
- Jörg Michael - drums
- Chris Stubley - toetsen